# Semecarpus rostratus
Semecarpus rostratus är en sumakväxtart som beskrevs av Theodoric Valeton. Semecarpus rostratus ingår i släktet Semecarpus och familjen sumakväxter. Inga underarter finns listade i Catalogue of Life.